# Флюоресцентна кореляційна спектроскопія
Флюоресцентна кореляційна спектроскопія (англ. Fluorescence correlation spectroscopy або FCS) — оптичний метод, що використовується в фізиці, хімії і біології для експеримельнальної характеризації флюоресцентних молекул (білків, інших біомолекул, ліків та інших) та їх динаміки. Метод використовує конфокальний або двофотонний мікроскоп, за допомогою якого світло фокусується у невеличкій (дифракційно обмеженій) ділянці зразку, у якій вимірюється функція автокореляції у часі інтенсивності флюоресценції. Інтенсивність флюоресценції змінюється внаслідок дифузії, хімічних реакцій, агрегації тощо. Таким чином метод дозволяє досліджувати вказані процеси. FCS є флюоресцентним аналогом динамічного розсіювання світла, що використовує когерентне розсіювання світла замість флюоресценції.
FCS дозволяє отримувати кількісну інформацію про:
- коефіцієнт діфузії
- гідродинамічний радіус
- середню концентрацію
- кінетику хімічної реакції

За допомогою використання флюоресцентних маркерів з різними спектрами, специфічних до певних молекул в розчині, багато різних типів молекул в розчині можуть досліджуватися практично одночасно. Застосовання рекомбінантних методів, що використовують флюоресцентні білки, дозволяє також проводити за допомогою FCS дослідження живих клітин.